# Microdesmus intermedius
Microdesmus intermedius är en fiskart som beskrevs av Meek och Hildebrand, 1936. Microdesmus intermedius ingår i släktet Microdesmus och familjen Microdesmidae. IUCN kategoriserar arten globalt som otillräckligt studerad. Inga underarter finns listade i Catalogue of Life.